# Tetsuji Hashiratani
Tetsuji Hashiratani (n. 15 iulie 1964) este un fost fotbalist japonez.

## Statistici
| Japonia | Japonia | Japonia |
| An      | Meciuri | Goluri  |
| ------- | ------- | ------- |
| 1988    | 5       | 1       |
| 1989    | 10      | 0       |
| 1990    | 6       | 1       |
| 1991    | 2       | 1       |
| 1992    | 11      | 0       |
| 1993    | 14      | 2       |
| 1994    | 9       | 1       |
| 1995    | 15      | 0       |
| Total   | 72      | 6       |